# ويليام روي هودسون
ويليام روي هودسون (بالإنجليزية: William Roy Hodgson)‏ هو دبلوماسي أسترالي، ولد في 22 مايو 1892 في كينغستون في أستراليا، وتوفي في 24 يناير 1958 في سيدني في أستراليا.
خدم كضابط برتبة مقدم في الجيش الاسترالي، وخدم مسؤولاً في الديوان العام ودبلوماسياً لبلاده. كانت أبرز إنجازاته تتعلق بتأسيس الجمعية العامة للأمم المتحدة وتمثيل أستراليا دولياً في العديد من المؤتمرات الدبلوماسية أثناء الحرب العالمية الثانية، وشارك كعضو في وضع الهيئة التأسيسية في الأمم المتحدة لصياغة مسودة الإعلان العالمي لحقوق الإنسان

## سيرته
ولد ويليام هودسون في 22 مايو من عام 1892 في كينغزتون، بولاية فيكتوريا الأسترالية، وحصل على تعليمه في الأكاديمي في مدينة بالارات وتخرج في عام 1914 من الكلية العسكرية الملكية، في العاصمة الأسترالية الإقليمية. ثم عين في القيادة الإمبريالية الأسترالية الأولى في مصر قبل حملة جاليبولي العسكرية. وقد جرح خلالها برصاص قناص تركي وظن أنه قتل. إلا أنه رجع إلى أستراليا في عام 1917 بعد أن منح وسام  صليب الحرب بسعفة النخلة.
تزوج في 18 أكتوبر 1919 في ملبورن وألحق بهيئة الأركان الأسترالية، ومركز القيادة العامة في ميلبورن في عام 1918 ثم أصبح رئيس الاستخبارات العسكرية في عام 1925. ثم رقي إلى رتبة رائد مع بداية 1926.[بحاجة لمصدر]
قام هودسون في أوقات فراغه باكتساب مؤهلات المحاسبة ودرس القانون في جامعة ملبورن و تخرج بدرجة البكالوريوس في عام 1929. وفي تلك السنة عين نائباً لهيئة التطوير والهجرة لستة أشهر.[بحاجة لمصدر]
استقال من خدمة القوات الدفاعية في عام 1934 ومنح منصباً شرفياً برتبة مقدم، واستمر بتقديم بعض المهام الاستخباراتية حتى عام 1936. في عام 1934 أصبح الأمين المساعد في كابينة رئيس الوزراء في الشؤون الخارجية.
وفي عام 1935 عين هودسون أميناً عاماً لوزارة الشؤون الخارجية. وبصفته مستشاراً للشؤون الخارجية حضر المؤتمر الإمبريالي لعام 1937 في لندن. ومع تقاعده كمسؤولاً على هذه الوزارة من عام 1945، فقد ساهم إسهاماً كبيراً في تطوير هذه الخدمة الحكومية كخدمة دبلوماسية احترافية.

## عمله الدبلوماسي وعلاقته بالأمم المتحدة
في عام 1945 خدم هودسون كنائباً للمفوضية العليا إلى كندا ثم عين كسفيراً لبلاده في فرنسا. وفي نفس تلك السنة حضر اجتماع الأمم المتحدة عن التنظيم الدولي في مدينة سان فرانسيسكو الأمريكية وكان رئيس الوفد الأسترالي الموفد إلى الهيئة الإعدادية للأمم المتحدة في لندن. كما عين المبعوث الأسترالي للجمعية العمومية الأولى، التي عقدت في لندن بين عامي 1945-46، وممثل أستراليا في مجلس الأمن ومفوضية حقوق الإنسان. كما عين المبعوث الأسترالي لـمعاهدة باريس (1947).
في عام 1946 قامت الأمم المتحدة بتأسيس مفوضتها لحقوق الإنسان (أنظر لجنة الأمم المتحدة لحقوق الإنسان)، وخلالها قام العقيد هودسون بالإسهام المؤثر فيها. وقد ترأست إليانور روزفلت هذه اللجنة وأخذت بدور وضع المسودة للإعلان العالمي لحقوق الإنسان، وكان هودسون عضواً في هذه اللجنة. وقد كان اهتمامه منصباً بتطبيق حقوق الإنسان وسعى لتأسيس محكمة دولية لرفع الدعاوي إليها. وكبديل عن ذلك، اقترح هودسون بأن يفرض الإعلان العالمي بصفة قانونية، وهو ما لم يكن من أولويات الأعضاء الآخرين في اللجنة.
في عام 1947، عين هودسون رئيس الوفد الأسترالي إلى منظمة الأمم المتحدة في نيويورك كما مثل أستراليا إلى هيئة الطاقة الذرية التابعة للأمم المتحدة. وفي عام 1948 كان ممثلاً في هيئة الأمم المتحدة للبلقان وكان ممثلاً في المجلس الاقتصادي الاجتماعي و مبعوثاً للجمعية العمومية للأمم المتحدة. واستمر في الخدمة في المبعوثيات والممثليات المختلفة حتى تعيينة كرئيساً للبعثة الأسترالية لليابان وكممثل عن دول الكومونويلث البريطانية في مجلس الحلفاء في اليابان.[بحاجة لمصدر]
في عام 1949 عين المندوب الأعلى لجنوب أفريقيا وبقي فيها حتى عام 1956، بعدها عاد إلى أستراليا للتقاعد في عام 1957.[بحاجة لمصدر]
منح هودسون عضوية ووسام رتبة الإمبراطورية البريطانية في عام 1934، وعضوية ووسام القديس ميخائيل والقديس جرجس في عام 1951.